# Almeidaiini
De Almeidaiini zijn een geslachtengroep van vlinders in de onderfamilie Arsenurinae van de familie nachtpauwogen (Saturniidae).

## Geslacht
- Almeidaia Travassos, 1937